# Cynodon
|  | Per a altres significats, vegeu «Cynodon (peix)». |

Cynodon és un gènere de plantes de la subfamília de les cloridòidies, família de les poàcies, ordre de les poals, subclasse de les commelínides, classe de les liliòpsides, divisió dels magnoliofitins.

## Taxonomia
- Cynodon dactylon (L.) Pers. grama
- Cynodon nitidus Caro et E. A. Sanchez
- Cynodon aethiopicus
- Cynodon barberi
- Cynodon incompletus
- Cynodon nlemfuensis
- Cynodon parviglumis
- Cynodon plectostachyus
- Cynodon radiatus
- Cynodon transvaalensis